# Mohorai autóbusz-baleset
A mohorai autóbusz-baleset 1981. november 30-án történt, ahol a Hatvan-Aszód-Balassagyarmat autóbuszjárat vezetője nem vette észre az Aszód–Balassagyarmat–Ipolytarnóc-vasútvonal fénysorompóval biztosított vasúti átjárójának a vörös jelzését és a MÁV M47 sorozatú dízelmozdonnyal továbbított szerelvényvonat elé hajtott. A baleset 17 halálos áldozatot és 53 sérültet követelt.

## A baleset előzményei
Az Ikarus 266 típusú, GF 28-71 forgalmi rendszámú, 6124-es számú autóbuszjárat Hatvantól közlekedett Aszódon keresztül Balassagyarmatra. Az autóbusz vezetője nem vette észre sem a „vasúti átjáró kezdete” előjelző táblát, sem a vörösen villogó fénysorompót, és csak az átjáró előtt néhány méterrel kapott észbe.

## A baleset
Az autóbusz vezetője későn ugyan, de észrevette, hogy a fénysorompó a közút felé továbbhaladást tiltó jelzést ad, és észrevette a közeledő vonatot is. Ekkor úgy döntött, hogy gázadással megpróbálja megmenteni a saját és az utasok életét is. A túlterhelt autóbusz azonban nem gyorsult megfelelően, majd az érkező vonat a jobb hátsó kerekénél lelökte a buszt a sínről.
A busz szétszakadt, az utasok kizuhantak, a mozdony kisiklott.

## A baleset büntetőjogi következményei
Az autóbusz vezetőjét első fokon a bíróság kilenc év fogházbüntetésre ítélte, melyet később a Legfelsőbb Bíróság nyolc és fél évre enyhített. Halmazati büntetésként a járművezetéstől örökre eltiltották.